# Shout In The Rainbow!!
『Shout In The Rainbow!!』（シャウト イン ザ レインボウ）は、日本の歌手、Superflyの3枚目の映像作品。

## 概要
前作「Dancing at Budokan!!」からほぼ2年ぶりのリリースとなる。デビュー5周年記念盤で、自身初のアリーナツアー「Superfly Arena Tour 2011 "Shout In The Rainbow!!"」から、最終公演である大阪城ホールの模様を収録。発売日は4月4日と、メジャーデビューシングル「ハロー・ハロー」と同じである。
DVD及びBlu-ray、それぞれ初回生産限定盤と通常盤の、計4形態での発売。初回生産限定盤には、新曲「さすらいの旅人」を収録したCDが付属している。
発売日同日には、iTunes限定で「Rollin' Days」「Alright!!」「Beep!!」「マニフェスト」「あぁ」の5曲のライブ音源が配信された。
Blu-rayは発売初週で8048枚売上げ2012年4月16日付オリコン週間BDランキングで総合首位となった。自身の映像作品による総合首位獲得は今回が初となる。またDVDも初週1.3万枚を売上げ初登場第3位となり、前作『Dancing at Budokan!!』を上回る自己最高位となった。ソロアーティストによる総合首位は男女通じて史上4人目となる。

## 収録内容
DVD、Blu-ray共に共通である。DVDには10曲目の「あぁ」まではDisc1、11曲目の「I remember」からはDisc2として収録されている。
| 曲数 | 曲名                     |
| ---- | ------------------------ |
| 1    | タマシイレボリューション |
| 2    | Fly To The Moon          |
| 3    | Wildflower               |
| 4    | Ain't No Crybaby         |
| 5    | 愛をくらえ               |
| 6    | 春のまぼろし             |
| 7    | Only You                 |
| 8    | 愛をこめて花束を         |
| 9    | Hail Holy Queen          |
| 10   | あぁ                     |
| 11   | I Remember               |
| 12   | Roll Over The Rainbow    |
| 13   | Rollin' Days             |
| 14   | Alright!!                |
| 15   | Free Planet              |
| 16   | Beep!!                   |
| 17   | Dancing On The Fire      |
| 18   | マニフェスト             |
| 19   | My Best Of My Life       |
| 20   | 愛と感謝                 |
| 21   | Hi-Five                  |

### CD
初回生産限定盤のみ付属
1. さすらいの旅人
  - 作詞：越智志帆　作曲：多保孝一　編曲：蔦谷好位置
  - 後に「Superfly BEST」に収録された。